# تاكيشي فوجي
تاكيشي فوجي (بالإنجليزية: Takeshi Fuji)‏ مواليد 6 يوليو 1940 في هونولولو، هو ملاكم محترف أمريكي يصنف ضمن فئة وزن خفيف الوسط. حقق بطولة رابطة الملاكمة العالمية وبطولة المجلس العالمي للملاكمة.

## إحصائيات
خاض خلال مسيرته 38 نزالا، فاز في 34 وتعادل في 1 وخسر في 3. فاز بالضربة القاضية في 29 نزالا.

## روابط خارجية
- تاكيشي فوجي على موقع بوكس ريك (الإنجليزية) (registration required)
- تاكيشي فوجي على موقع قاعة هاواي للمشاهير الرياضية (مؤرشف) (الإنجليزية)